# Нищие
Нищие — категория людей, находящихся за крайней чертой бедности и вынужденных жить за счёт подаяний и благотворительности со стороны родственников, благотворительных организаций или государства.

## Этимология
Русское слово нищий соотносится с древнеиндийским nistyas, что значит «чужой», «нездешний» и в целом аналогично понятию «ряженый». Л. Н. Виноградова считает, что «по-видимому, можно разделить мнение ряда специалистов о том, что есть основания (в том числе и языковые свидетельства) предполагать, что нищие (и ряженые) воспринимались как заместители умерших, а щедрое их одаривание — как отголосок поминальных жертвоприношений».

## История
Нищие известны с самых древних времён. Особенно сильно способствовало размножению нищенства христианство, с распространением которого стали появляться всё в большем и большем числе нищие, просившие подаяния во имя Христа. Византия до того была наводнена нищими, что потребовались особые декреты императоров Юстиниана и Феодосия, направленные против их распространения, хотя, с другой стороны, высшие греческие иерархи проводят мысль, что нищета — res divina, что «богатым дарует Бог серебро нищим ради», и, таким образом, понятие о милостыне окружается религиозным ореолом. В католической Европе нищенство также берется под покровительство церкви; милостыня считается самым богоугодным делом.
В XIII веке образуются особые ордена «нищенских монахов» (Mendicantes).
Папа Лев XII повелел иметь некоторых нищих, чтобы люди не забыли заповеди о нищете.
В Англии в 1601 году был принят закон «О социальной помощи бедным», обязывавший приходы оказывать помощь нищим — пауперам, которые обязаны были носить на одежде пришитую букву Р в знак того, что живут за счет средств общины. Средства для помощи в случае, если на неё не хватало средств приходов, взимались со всех жителей пропорционально их прибыли, причём в ряде случаев этот налог платили не владельцы, а арендаторы земли. Закон о бедных 1834 года прекратил оказание денежной помощи пауперам, возложив заботу о них на работные дома, мало чем отличавшиеся от тюрем. В отличие от последних, в работные дома люди помещались не за преступления, а за бедность. При этом администрация полностью пользовалась плодами их труда, присваивая зарплату якобы на пропитание. Семьи разлучались: матери никогда не видели своих детей, запрещено было общаться также братьям и сестрам, женам и мужьям. Пауперы не принадлежали себе даже после смерти: «Анатомический акт» парламента от 1832 года разрешал забирать тела нищих для препарирования в анатомических театрах наравне с телами преступников.

## Нищие в России
В 1877 году число лиц, просящих милостыню, по официальным данным Комиссии МВД, составляло 293495 человек в 71 губернии. Первая перепись 1897 года зафиксировала 362 тыс. нищих, бродяг, странников и богомольцев, а также 316 тыс. человек, не указавших своих занятий. Дореволюционные исследователи не рассматривали бездомность нищих как результат воздействия социума и властных структур, а занимались сбором количественной и описательной информации о нищенстве и бродяжничестве. На рубеже XIX—XX веков по отношению к бездомным употреблялось понятие «нищеброд», которое объединяло в себе два определения: «нищий» и «бродяга». Именно так характеризовали категорию людей, не имеющих жилья, нигде не работающих и вынужденных добывать средства к существованию сбором милостыни, различного рода подаяний.
В старину самый распространённый тип нищих составляли странствующие певцы, большей частью слепые, например в Малороссии слепцы старцы, бандуристы или кобзари. В Великороссии этот вид нищих носил название калик-перехожих. На русской почве к нищенству в тесном смысле слова примыкает странничество, паломничество, бродяжничество. В основе этих явлений видна религиозная подкладка, но осложненная славянской непоседливостью, страстью к переходу с места на место и т. п. Таким образом, в России был распространён особый тип нищенства, резко отличающийся от нищенства западноевропейского. Западный нищий в огромном большинстве случаев умственно, нравственно и материально беден; в России нищий рассматривался как человек бывалый, persona grata в каждом доме, куда он входил, интересный и неистощимый рассказчик про то, «где он бывал». К этому типу нищих примыкает «городской нищий», более или менее оседлый, а переходной ступенью между тем и другим служит особый тип, носящий в разных местах разное название, преимущественно презрительное: голытьба, босая команда, босяки, босявки, золотая рота, раклы, шахаи и т. д. Нищие последней категории характеризовались как имевшие непреодолимое отвращение к физическому труду, от которого уклонялись под всевозможнейшими предлогами, часто не брезгуя никакими другими способами для добывания себе средств к существованию. Среди нищих на Руси в XIX веке были своего рода добровольцы: монахи, жившие только подаянием, лица раздавшие своё имущество бедным и решившиеся испытать тяжёлую долю нищенства, нести крест смирения и терпения. Настоящие нищие — это неимущие, погорелые, бобыли, беглые, ослепшие и т. п.; всякие народные бедствия и массовые несчастья вроде эпидемий, пожаров, голодных годов значительно пополняли этот контингент. В ряды нищих поступало и множество тунеядцев так называемых «нищих-промышленников» — «зрячие слепые», хромые, способные бегать, женщины с завёрнутыми поленьями вместо грудных детей на руках и т. д. Во Франции в прежние времена пристанища для нищих назывались «Cours des miracles» («дворы чудес»), ибо все слепые, хромые, глухие и т. д. нищие в этих домах, в случае надобности, как бы по волшебству превращались в здоровых людей. Они были в каждом крупном городе, средневековый Париж насчитывал 11 таких дворов; самый крупный из них был ликвидирован властями в 1667 году.
В XIX век милостыня в России налагалась как епитимья и сопровождала поминовение усопших в третины, девятины, полусорочины, сорочины, годовщины. Всякое сословие и учреждение имело своих нищих, о которых заботилось: так, были нищие монастырские, церковные, патриаршие, соборные, кладбищенские, дворцовые, дворовые, богаделенные, цеховые и т. п. нищие. Нищие часто группировались в целые нищенские ватаги или устраивали особые нищенские цехи. В мст. Семежовке Слуцкого уезда Минской губернии (ныне — агрогородок Семежевка Копыльского района Минской области Белоруссии) был такой нищенский цех, с целой организацией. Во главе цеха стоял особый атаман (цехмейстер), из слепых: чтобы иметь право носить название заправского нищего, нужно было шесть лет состоять учеником, внося ежегодно шестьдесят копеек (на нищенскую свечу), и выдержать экзамен в знании молитв, нищенских стихов и песен (кантов) и особенного нищенского языка. В цехе имелись ещё ключник-казначей и сотские и десятские, с определёнными правами. Выборы цехмейстера и других начальствующих лиц происходили в собрании ватаги, которую созывал цехмейстер и для решения особенно важных дел, и для наказания виновных (исключение из ватаги, штраф, отрезывание торбы — нищенской сумы). Существование нищенских, или старецких, старост, цехмейстеров, атаманов и пр. обусловливалась стремлением Н. кое-как организоваться, как для совместного сбора подаяния, так и для помощи друг другу в странствованиях по монастырям, ярмаркам и т. п. Сходную организацию мы видим у древних русских паломников, ходивших целыми толпами-ватагами ко святым местам.
В конце XIX века последовало упразднение старецкого самоуправления, шедшего рука об руку с особым старецким языком. До конца XIX века существовал институт старецких старост, избираемых по одному на уезд, их помощников и т. д., но их власть, прежде почти безграничная, теперь уже признавалась не всеми старцами. На Севере, в Олонецком крае, нищенские артели имели несколько иную организацию. Слепцы, калеки и другие, имеющие право на нищенство (увечье), собирались, в артели и летом и зимой собирают «ради Христа» печёный хлеб, толокно, горох, сено, лён и т. д. Все это «артельщики» делили между собой по паям, причем тот, кому принадлежит в артели лошадь и повозка или сани, получал 2 пая. Почти каждая артель имела в своей среде знахаря или знахарку, которые также получают по два пая. Эти знахари или колдуны, помимо собирания подаяния, занимались также всяким лечением и колдовством. Не подлежит сомнению, что существовала известная солидарность не только между нищими одной и той же ватаги или артели, но и между различными ватагами и артелями. Это видно из того, что существовал особенный старецкий, нищенский язык, который нищие держали в тайне и посредством которого нищие одной или разных ватаг были друг с другом связаны. Есть указания на то, что условный нищенский язык возник ещё в XVII столетии, а может быть, и раньше, в частых сношениях украинцев с румынами и греками.
Большую работу в отношении бедных в Российской империи проводили Комитеты для разбора и призрения нищих.

## Новые бедные русские, нищие в России XXI века
«Но́вый бедный русский» — расхожее бытовое клише, обозначающее представителей различных социальных групп России, резко обедневших в 1990-е годы, после распада Советского Союза. Термин обычно используется в саркастическом смысле: «новыми бедными русскими» с сарказмом сами себя называют одинокие пенсионеры, а также работники с заработной платой ниже прожиточного минимума. Они также часто являются объектами окончательного ограбления криминальными элементами, в результате чего лишаются жилья, документов и превращаются в бомжей (бездомных).
В то же время не следует напрямую сопоставлять нищих и бедных в России, так как многие бедные (живущие на доходы ниже прожиточного минимума) в России вынуждены жить за счет собственного приусадебного хозяйства из-за безработицы или низкой оплаты труда, обычных в небольших провинциальных городах и сельской местности, низкой пенсии, при этом они не занимаются попрошайничеством.
Обычные нищие, в традиционном понимании этого слова, — то есть бомжи, попрошайки, в России зачастую являются носителями заразных болезней, например, туберкулеза, так как живут в плохих условиях, отказываются от медосмотров и длительного лечения или не имеют на них средств. Среди нищих также широко распространен алкоголизм.
По данным Росстата в России в 2007 году проживало около 19 млн бедных. Однако согласно соцопросам, около половины россиян не могут прокормить свои семьи. К 2009 году их число достигло 24 млн человек, при том, что прожиточный минимум составил 5 тыс. рублей в месяц на человека.
В России, по итогам 1 полугодия 2015 года, за чертой бедности оказался каждый 7-й россиянин (на доходы ниже прожиточного минимума жило 21,7 млн россиян, или 15,1 % населения России). При этом, за прошедший 2014 год, число бедных в России увеличилось на 2,8 млн человек. Очевидно, что после экономических кризисов в России 2008 г. и 2014 г., и девальвации рубля, число бедных в России возрастало.
По данным оппозиции, реальное число нищих в России почти в два раза больше, поскольку прожиточный минимум искусственно занижен. По данным «Независимой газеты», при расчетах по номинальному курсу рубля по состоянию на 2010 г., русские нищие были беднее американских в 3 раза.

## Борьба с нищенством
Можно выделить 3 меры борьбы с попрошайничеством — оказание материальной поддержки (благотворительность), наказание за сбор (а иногда за подачу) милостыни, трудовое перевоспитание (иногда — принудительное) с целью дальнейшей социализации нищих и возвращения их в общество. Так, в законодательстве Союза ССР (у каждой соцреспублики своё) предусматривалось уголовное наказание (в том числе исправительные работы) за бродяжничество и попрошайничество, а также за вовлечение в попрошайничество несовершеннолетних.

### Наказание за подачу милостыни
В 1349 году в Англии вышел Закон, предусматривающий тюремное заключение за подачу милостыни.

### Упорядочение сбора милостыни
В 1370 году Нюрнберг издал закон, по которому всякий местный нищий, желающий собирать милостыню, должен был получать и носить специальный значок, пришлым попрошайкам разрешалось это делать не более трех дней в году.